# Kupreška vrata
Kupreška vrata albo Velika vrata – przełęcz górska w Bośni i Hercegowinie. Wysokoć przełęczy wynosi 1123 metry n.p.m. Znajduje się tu tunel o tej samej nazwie, który został otwarty w 1975. Tunel w 2005 gruntownie wyremontowano, a dwie godziny później po raz pierwszy w historii także oświetlono.
PrzezKupreška vrata wiedzie droga magistralna M-16 która łączy Bugojno i Kupres. Jest też naturalną granicą między kantonem środkowobośniackim na wschodzie i dziesiątym na zachodzie.